# Milchsäuremethylester
Milchsäuremethylester, auch als Methyllactat oder 2-Hydroxypropansäuremethylester bekannt, ist der Ester aus Methanol und Milchsäure. Die Verbindung wird überwiegend als Lösungsmittel verwendet. Die Dämpfe bilden ab einer Konzentration von 2,2 Vol-% explosionsfähige Gemische mit Luft.

## Herstellung
Milchsäuremethylester kann durch Veresterung von Milchsäure mit Methanol hergestellt werden. Eine alternative Methode ist die Darstellung durch Reaktion von Milchsäure mit Diazomethan.

## Verwendung
Die farblose Flüssigkeit eignet sich als polares Lösungsmittel für Nitrocellulose und wird weiterhin als Lösungsmittel u. a. in Lacken verwendet.